# Hulteglänn
Hulteglänn är en sjö i Oskarshamns kommun i Småland och ingår i Virån-Emåns kustområde. Sjön är 44 meter djup, har en yta på 0,696 kvadratkilometer och är belägen 39,2 meter över havet. Sjön avvattnas av vattendraget Skallarebäck.
Nordost om sjön återfinns ett naturreservat med namnet Hulteglänn.

## Delavrinningsområde
Hulteglänn ingår i det delavrinningsområde (635465-153676) som SMHI kallar för Utloppet av Rungeln. Medelhöjden är 51 meter över havet och ytan är 29,3 kvadratkilometer. Det finns inga avrinningsområden uppströms utan avrinningsområdet är högsta punkten. Avrinningsområdets utflöde Skallarebäck mynnar i havet. Avrinningsområdet består mestadels av skog (85 procent). Avrinningsområdet har 1,99 kvadratkilometer vattenytor vilket ger det en sjöprocent på 6,8 procent.